# Alessandro Fabian
Alessandro Fabian (7 de janeiro de 1988) é um triatleta profissional italiano.

## Carreira

### Rio 2016
Alessandro Fabian competiu na Rio 2016, ficando em 14º lugar com o tempo de 1:47.35.